# 빌헬름 홀츠
빌헬름 홀츠(독일어: Wilhelm Holtz, 1836년 11월 15일 ~ 1913년 11월 14일)는 독일의 저명한 물리학자이자 실험물리학자로, 19세기 후반 전기학의 급격한 발전에 기여한 인물로 평가되며, 특히 그가 고안한 정전기 유도 장치인 빌헬름 홀츠 정전기 발전기를 통해 정전기 유도성 및 전기 유도성의 개념을 실험적으로 구현하고 확대하는 데 결정적인 역할을 수행했고, 그의 이러한 연구는 이후 전기 에너지에 대한 이해뿐 아니라 응용 기술의 발달에도 영향을 미쳤으며, 실험물리학을 기반으로 정교화되던 시기에 그가 이룩한 성과는 단순한 기계의 발명에 그치지 않고, 물리 현상의 시각화와 반복 가능한 전기 생성 과정에 대한 인식을 가능하게 만들었으며, 빌헬름 홀츠는 이 기계를 통해 전기가 마찰 없이도 생성될 수 있다는 개념, 즉 유도에 의한 전기 생성의 가능성을 증명했고, 이는 당시까지는 주로 마찰을 통해 전기를 생성하던 방식에서 큰 전환을 가져왔으며, 그의 장치는 두 개의 절연 디스크가 회전하면서 고정된 유도 전극과 상호작용을 통해 점점 더 큰 전위를 만들어내는 원리를 바탕으로 작동하며, 이 발전기는 이후 벨트형 정전기 발전기로 더 잘 알려진 밴데그래프 발전기와 같은 고전압 장치의 기술적 전신 역할을 했고, 빌헬름 홀츠는 자신의 실험을 독일과 유럽 전역에서 발표하며 과학자들의 관심을 끌었고, 특히 이 장치는 교육적 시연, 과학전시회, 실험물리학 연구 등에 널리 사용되면서 당시로서는 새로운 형태의 전기적 상호작용에 대한 이해를 확산시키는 데 기여했으며, 그의 업적은 정전기 연구에만 국한되지 않고, 실험 장치의 설계, 전기 이론의 보급, 과학 교육의 시각적 도구로서 과학 기술의 대중화에 기여했다는 점에서 중요한 의의를 지니며, 생애 후반기까지도 그는 물리 실험과 이론 정리에 힘을 기울였고, 비록 오늘날 그의 이름이 널리 알려지지는 않았지만, 전기과학 초기의 실험적 성과와 기계 장치 발명이라는 측면에서 보면 그는 분명히 전기학 발전의 한 축을 이룬 인물이라 할 수 있다.

## 생애

### 초기 생애 및 초기 교육
빌헬름 홀츠는 1836년 11월 15일에 프리드리히스펠데에서 태어났으며, 젊은 시절부터 과학에 큰 관심을 보였고, 특히 전기 현상에 대한 이론과 실험적 탐구에 몰두했는데, 그는 베를린 훔볼트 대학교 학문을 공부하면서 물리학자 구스타프 키르히호프와 같은 인물들로부터 영향을 받아 과학적 사고와 실험적 탐구 능력을 키워나갔으며, 이후 학문적 열정과 실험 정신을 바탕으로 교육자로서, 그리고 연구자로서 활동을 이어가게 된다.

### 물리학자 경력 시작과 홀츠 발전기 고안

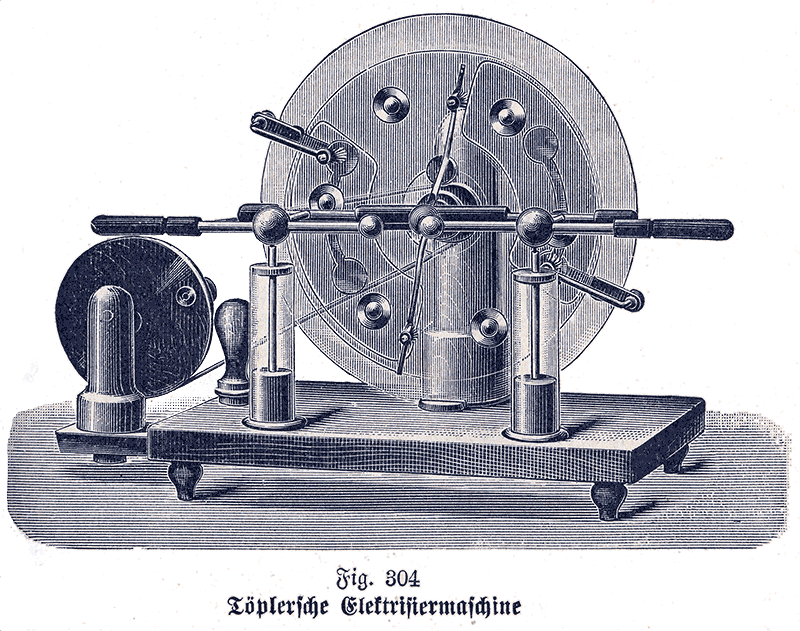
퇴플러 전기 발전기

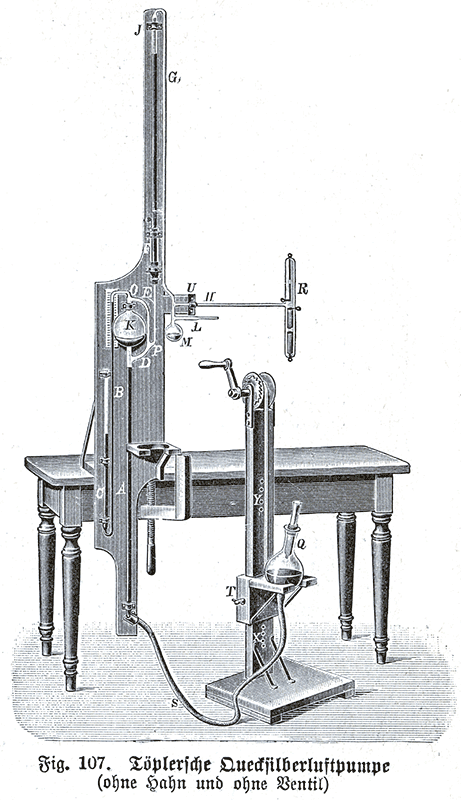
퇴플러 수은 공기 펌프

그는 1865년경 당시로서는 매우 혁신적인 정전기 발생 장치인 홀츠 발전기를 고안하게 되는데, 이 장치는 마찰이 아닌 유도를 기반으로 정전기를 생성한다는 점에서 기존의 마찰식 정전기 발생기와 구별되며, 나중에 독일 물리학자 아우구스트 퇴플러의 이름과 함께  퇴플러-홀츠 발전기라는 명칭으로도 불리게  됐고, 니 발전기는 19세기 말 유럽 전역의 물리실험실과 교육현장에서 널리 사용되면서 정전기학의 실증적 교육과 연구에 크게 기여하게 된다.

### 사망과 유산
빌헬름 홀츠는 1913년 11월 14일에 77세를 일기로 세상을 떠났으며, 그의 사망은 독일 과학계에서 비교적 조용하게 지나갔지만, 그가 남긴 실험장치와 전기유도에 관한 연구는 이후 물리학 교육과 실험 장비 발전의 중요한 초석으로 평가받게 되었으며, 오늘날에도 그의 이름은 정전기 유도 장치나 전기 실험사적 맥락 속에서 언급되며 과학사의 한 흐름을 이루고 있다는 점에서 그 의의가 크다.

## 평가
빌헬름 홀츠는 단순히 기계적 발명을 넘어 정전기 유도 현상에 대한 이론적 이해를 바탕으로 실험을 설계했으며, 그의 실험장치는 고전 전기학 이론의 교육에 실질적 도구가 됐을뿐만 아니라, 점차 현대 전기공학의 기반을 마련하는 데에도 영향을 미쳤다는 점에서 그의 기여는 단순한 기계 발명가의 범주를 넘어선다고 평가된다. 그는 생애의 대부분을 독일에서 보내며 교육자이자 실험물리학자로도 활동했고, 특히 여러 기술학교와 연구소에서 정전기와 관련된 강의 및 시연을 통해 젊은 과학자들에게 전기의 본질과 응용 가능성을 체험적으로 전달하는 데 힘썼으며, 이러한 활동은 과학 대중화와 과학교육의 질적 향상에도 일정한 기여를 했다고 할 수 있다.

## 같이 보기
- 실험물리학
- 정전기 유도
- 아우구스트 퇴플러